# Walthère-Melchior Jamar
Walthère-Melchior Jamar (1747-1833) was een Luiks industrieel en burgemeester van Ans-et-Glain.
Jamars familie was al sinds de 17e eeuw actief in de steenkoolontginning, meer bepaald in Montegnée. Met nieuwe technieken, onder andere de stoommachine, moderniseerde Walthère-Melchior Jamar de steenkoolontginning en maakte zo fortuin. Hij werd grootgrondbezitter en werd burgemeester van Ans-et-Glain. Hij huwde met Marie-Madeleine Vankers. Zijn zoon Walthère-Gérard Mathieu Jamar (1804-1858) trad in zijn voetsporen en werd een prominent liberaal politicus. 